# Chicano Batman
Chicano Batman es una banda estadounidense de indie rock formada en California en 2008.

## Biografía
Chicano Batman es una banda que fue formada en el año de 2008 y fue alcanzando cierta popularidad en los años de 2014 y 2015. Alt.Latino de la Radio Pública Nacional de su país se refirió a la música de la banda como una de las favoritas del show y de los escuchas de 2014.
Su debut televisivo fue en el programa Late Night with Conan O'Brien en 2017.
Etiquetar a la banda en un solo género musical es muy difícil, por lo cual se expresa que la banda tiene fusiones melódicas que abarcan música jazz, reggae, rock experimental, R&B y música de México como el grupero, entre otros géneros musicales y estilos de ejecución, como ejemplo; música funk en su sencillo Freedom Is Free del disco homónimo del año 2017 o quizá un poco de cumbia peruana en la canción "Lisandreando" del álbum Cycles Of Existential Ryhme lanzado en 2014, por mencionar algunos. Haciendo referencia en sus letras a temas como la delincuencia, la psicodelia, pero sobre todo el amor, abarcando asimismo temas sociales, culturales y de sus mismas raíces que vendrían siendo México y Colombia. Entre sus mayores influencias se encuentran Pink Floyd, Rigo Tovar, James Brown, Stevie Wonder, Los Temerarios, Marvin Gaye, Los Pasteles Verdes, Chabelo y Tatiana.

## Discografía

### Sencillos y EP
- «Joven Navegante» (2012)
- «Magma» (2013)
- «Black Lipstick» (2015)
- «Please Don't Leave Me» (2016)
- «This Land Is Your Land» (2017)

### Álbumes
- «Chicano Batman» (2010)
- «Cycles of Existential Rhyme» (2014)
- «Freedom Is Free» (2017)
- «Invisible People» (2020)

## Miembros
- Eduardo Arenas – bajo eléctrico, coros
- Carlos Arévalo – guitarra líder, arreglos
- Bardo Martinez – voz líder, órgano, guitarra, sintetizadores
- Gabriel Villa – batería, percusiones, coros